# Людвиг I (ландграф Тюрингии)
Людвиг I (нем. Ludwig I.; ум. 12 января 1140) — первый ландграф Тюрингии из династии Людовингов. Сын Людвига Скакуна и его жены Адельгейды фон Штаде.
В 1123 году унаследовал от отца графство Тюрингия, которым правил под именем Людвиг III. В 1131 году получил от императора Лотаря III титул ландграфа, который в 1112—1130 годах носил Герман I фон Винценбург, а до него в Германии вообще не использовался.
Благодаря женитьбе Людвига на Гедвиге фон Гуденсберг, дочери гессенского графа Гизо IV, и благодаря заключенному в 1123 году браку матери Гедвиги — Кунигунды фон Бильштайн с его младшим братом Генрихом Распе, после смерти Гизо V (1137) и Кунигунды (1140) Людовинги унаследовали значительные земельные владения в Гессене. В их числе графство Гессен-Гуденсберг, которое в 1137 году отошло Людвигу.
После смерти императора Лотаря Людвиг Тюрингский перешел на сторону Штауфенов, которые как раз в то время начали свою борьбу с Вельфами за господство в Германии.
Ландграф Людвиг умер 12 января 1140 года и был похоронен в монастыре Райнхардсбрунн.